# Conirostre coiffé
Conirostrum albifrons
Espèce
Statut de conservation UICN

 LC  : Préoccupation mineure
Le Conirostre coiffé (Conirostrum albifrons), également appelé Sucrier à calotte, est une espèce de passereaux de la famille des Thraupidae.

## Répartition géographique
Cet oiseau vit dans la moitié nord des Andes.

## Sous-espèces
- Conirostrum albifrons albifrons
- Conirostrum albifrons atrocyaneum
- Conirostrum albifrons centralandium
- Conirostrum albifrons cyanonotum
- Conirostrum albifrons lugens
- Conirostrum albifrons sordidum